# Music Week
Music Week — отраслевое издание, ориентированное на музыкальных ретейлеров Великобритании, которое распространяется через веб-сайт и в виде печатного журнала.

## История
Журнал был основан в 1959 году под названием Record Retailer, после чего пережил череду смены имен. 18 марта 1972 года он был переименован в Music Week, а 17 января 1981 года в Music & Video Week — на фоне роста продаж домашнего видео — с целью конкурировать с Record Business (основанного в 1978 году Брайаном Маллиганом и Норманом Гарродом), который был поглощён Music Week в феврале 1983 года. В том же году начался выпуск дочернего издания, Video Week, а название Music Week вернулось к оригинальному журналу.
С апреля 1991 года Music Week начал включать Record Mirror, вначале в виде 4- или 8-страничного приложения к хит-парадам, а затем в качестве танцевального приложения к статьям, обзорам и чартам. В 1990-х годах несколько журналов и информационных бюллетеней стали частью холдинга Music Week: Music Business International (MBI), Promo, MIRO Future Hits, Tours Report, Fono, Green Sheet, ChartsPlus (издавался с мая 1991 года по ноябрь 1994 года) и Hit Music (с сентября 1992 года по май 2001 года). К маю 2001 года все информационные бюллетени (кроме Promo) были упразднены.
В 2003 году под брендом Music Week был запущен веб-сайт с ежедневными новостями, материалами, списками музыкальных релизов, данными о продажах в Великобритании, музыкальными трансляциями и клубными чартами. В начале
2006 года на отдельном сайте Music Week Directory были размещены контакты 10 000 представителей британской музыкальной индустрии. В середине 2007 года фирма This Is Real Art произвела редизайн журнала. Ещё один, существенный, редизайн Music Week состоялся октябре 2008 года.
В июне 2011 года новым владельцем Music Week стала компания Intent Media. Пакет акций компании был продан за 2,4 миллиона фунтов стерлингов, включая бренды Television Broadcast Europe, Pro Sound News, Installation Europe, а также веб-сайты, информационные бюллетени, конференции, ежедневные шоу, которые принесли доход в размере 5,4 миллиона фунтов стерлингов в 2010 году. 1 августа 2011 года издателем журнала стала компания Intent Media (сменив UBM), перенеся день публикации с понедельника на четверг. В 2012 году Intent Media была поглощена NewBay Media. В 2018 году владельцем NewBay Media стала компания Future, с марта 2021 года сменив периодичность выпуска журнала на ежемесячный формат, в соответствии других её журналами — Metal Hammer и Classic Rock.

## Чарты
Music Week публикует следующие британские чарты: 75 лучших синглов месяца, 75 лучших альбомов месяца (аналогичные чартам, используемым Top of the Pops в начале 1990-х годов и Absolute 80s по воскресеньям) и чарт грампластинок. Специализированные чарты включают Top 20 Americana, Official Top 20 Classical, Official Top 20 Hip-Hop & R&B, Official Top 20 Jazz, Official Top 20 Country, Official Top 20 Dance, Official Top 20 Folk и Official Top 20 Rock & Metal. Также в Music Week можно найти чарты стриминговых платформ и различных альбомных компиляций, в то время как еженедельная аналитическая колонка Джеймса Мастертона, посвящённая британским чартам, доступна только интернет-подписчикам.
Когда журнал выходил еженедельно, в нём публиковались чарты: Top 75 Singles, Top 75 Artist Albums, Top 20 Downloads, Top 20 Ringtones, Top 20 Compilation Albums, Top 50 Radio Airplay, Top 40 TV airplay, а также ряд жанровых и нишевых хит-парадов (Музыкальный DVD, Рок, Инди и др.). Он также включал справочную информацию о продажах и анализ радиотрансляций от Алана Джонса. После 2008 года в журнале стали публиковаться информационные графики основанные на данных Tixdaq, графики кассовых сборов и графики с прогнозами, на основе данных от Amazon, Rakuten.co.uk, Shazam, HMV.com и Last.fm. Команда Music Week собирала и публиковала еженедельные клубные чарты на основе данных из ночных клубов, предоставленных ди-джеями: Upfront Club Top 40, Commercial Pop Top 30 и Urban Top 30. Также журнал публиковал еженедельный чарт Cool Cuts, составленный из отзывов ди-джеев и отчётов о продажах из независимых музыкальных магазинов, который восходит к разделу BPM Джеймса Гамильтона в Record Mirror (колонка, которая в 1991 году стала частью секции о танцевальной музыки).

### Music Week Charts Analysis
Несмотря на то, что теперь журнал является ежемесячным изданием, на веб-сайте по-прежнему публикуются еженедельная аналитика британских сингловых и альбомных чартов. Автором раздела был Алан Джонс, ушедший на пенсию в март
2020 года. Его место занял, создатель Chart Watch Джеймс Мастертон Masterton wrote two weekly Charts Analysis pages. Он публиковал две аналитические статьи в неделю (поскольку журнал теперь содержит графики, составленные на основе ежемесячных продаж) до 29 октября 2021 года,
после чего функция перешла к сотрудникам Music Week (Андре Пейну и Бену Хоумвуду). 12 ноября на должность аналитика вернулся Алан Джонс.